# Ярова Ірина Анатоліївна
Ірина Анатоліївна Ярова (урожд. Черняхівська; нар. 17 жовтня 1966, Макіївка, Донецька область, Українська РСР) — російська державна і політична діячка. Депутатка Держдуми Федеральних зборів РФ V, VI і VII скликань, заступниця голови Державної Думи РФ з 5 жовтня 2016 року. Член Генеральної ради партії «Єдина Росія» з 2008 року.
Депутатка Ради народних депутатів Камчатської області (1997–2007). Співробітник органів прокуратури РФ (у 1990-х роках).

## Життєпис

### Петропавловськ-Камчатський
Народилася 17 жовтня 1966 року у Макіївці, Донецької області.
За кілька місяців до закінчення середньої школи разом з батьками переїхала до Петропавловська-Камчатського, де 1983 року закінчила школу № 33.
Після закінчення середньої школи вступила у Всесоюзний юридичний заочний інститут (ВЮЗІ).
Паралельно заочного навчання у 1983—1988 роках працювала в Далекосхідному тресті інженерно-будівельних вишукувань, спочатку секретарем-друкаркою, потім інженером з охорони праці. У 1988 році Навчально-консультаційний пункт ВЮЗИ в Петропавловську-Камчатському був включений до складу Далекосхідного державного університету (ДВГУ). У тому ж році Ярова отримала диплом про закінчення юридичного факультету ДВГУ.
В 1988—1997 роках працювала в органах прокуратури Камчатської області. Послідовно обіймала посади стажистки, слідчої, помічниці прокурора, заступниці прокурора Петропавловська-Камчатського, начальниці слідчого відділу, старшої помічниці прокурора Камчатської області. За словами Ярової, прокурором вона хотіла бути з дитинства.

### «Яблуко»
У листопаді 1997 року як незалежна кандидатка обрана до Ради народних депутатів Камчатської області другого скликання, де стала головою конституційно-правового комітету, а також очолила депутатську фракцію «Яблука».
1999 року «Яблуко» включило Яру у федеральний список на виборах у Державної думи III скликання, проте депутатського мандату вона не отримала. На виборах 2000 року по Камчатському одномандатному виборчому округу № 87 посіла четверте місце з результатом 9,6 % голосів виборців.
У 2000 році з відзнакою закінчила Російську академію державної служби при Президенті РФ.
У 2001 році була обрана членом Федеральної ради партії «Яблуко» і в тому ж році пройшла курс навчання в Московській школі політичних досліджень. У грудні того ж року була знову обрана депутатуою Ради народних депутатів Камчатської області третього скликання й очолила комітет по державному будівництву та місцевому самоврядуванню (колишній конституційно-правовий комітет), а також стала заступницею голови комісії з регламенту, депутатської етики та процедурних питань. Входила в блок «За Камчатку», який знаходився в опозиції губернатора Камчатської області Михайлу Машковцеву. За словами Машковцева, у Ярової в той час була «єдина мета в житті — повалити губернатора».
На виборах у грудні 2003 року до Державної думи IV скликання Ярова балотувалася від «Яблука» і посіла третє місце. За словами голови «Яблука» Григорія Явлінського, в ході передвиборчої кампанії Ярова отримала пропозицію про перехід в партію «Єдина Росія», від якого відмовилася. Того ж року на з'їзді «Яблука» була обрана заступницею Явлінського. Одночасно була керівником Камчатського регіонального відділення «Яблука». У 2004 році протидіяла обрання губернатором області кандидата від «Єдиної Росії» Олега Кожемяка, створила для боротьби з ним «Комітет проти брехні».
Активно виступала проти запропонованого «Єдиною Росією» об'єднання Камчатської області і Коряцького автономного округу, називаючи майбутній суб'єкт «союзом голого і жебрака».
У телепрограмі «Познер» Ярова сказала, що ні разу не балотувалася в Державну думу від партії «Яблуко» завжди виступала як вільний кандидат.
У фінансуванні політичної діяльності Ярової на Камчатці, в тому числі і її передвиборчих кампаній, брали участь нафтова компанія «ЮКОС» і створений Михайлом Ходорковським фонд «Відкрита Росія». Ярова брала активну участь у діяльності фонду, у 2002—2006 роках була куратором Камчатського відділення «Відкритої Росії».

### «Єдина Росія»
У жовтні 2007 року вийшла з «Яблука» і вступила в партію «Єдина Росія». За словами виконавчого секретаря Політичного комітету партії «Яблуко» Галини Міхальової, її відхід пов'язаний з бажанням переїхати з Камчатки до Москви і отримати місце депутата Держдуми РФ, чого Явлінський не міг гарантувати. Голова «Яблука» Сергій Мітрохін так пояснює перехід Яровий в «Єдину Росію»: «попросила перевести її в Москву, видати квартиру і машину. У нас таких коштів не було. Зате у Єдиної Росії були».
Після виходу з «Яблука» стала підтримувати проєкт об'єднання Камчатки та Корякії, увійшла до складу спеціально створеної робочої групи.
У грудні 2007 року взяла участь у виборах депутатів Державної думи V скликання від «Єдиної Росії» з регіонального списку Камчатського краю, де була другим номером після губернатора Камчатського краю Олексія Кузьмицкого. Спочатку в Думу не пройшла, але отримала мандат депутата після відмови від нього губернатора Олексія Кузьмицкого.

### Депутат Державної думи РФ
З 24 грудня 2007 року Ярова була депутаткою Державної думи V скликання — їй було передано мандат Олексія Кузьмицького.
У 2008—2009 роках була заступницею голови думського комітету у справах федерації та регіональної політики, в 2009—2011 роках — заступницею голови комітету з конституційного законодавства і державного будівництва. У 2008 році Яру включили до складу Генеральної ради «Єдиної Росії». У тому ж році вона очолила консервативно-патріотичний клуб партії, активність якого до того часу значно знизилася у зв'язку з відходом курував проєкт Івана Демидова.
Пізніше клуб отримав назву «державно-патріотичного». У 2009 році Ярова була включена в список Кадровий резерв кадрового резерву Президента Росії. У 2011 році указом тодішнього президента Медведєва їй було надано почесне звання «Заслужений юрист Російської Федерації».
У вересні 2011 року була включена «Єдиною Росією» в список кандидатів в депутати Держдуми від Камчатського краю. Однак, не набравши на Камчатці необхідної кількості голосів виборців, в Думу не пройшла. Отримала депутатський мандат від губернатора Камчатського краю Володимира Ілюхіна. Раніше Ярова різко критикувала практику передачі мандатів, називаючи таких депутатів «темними конячками», які будуть голосувати як треба".
З грудня 2011 року є депутаткою Державної думи VI скликання у фракції «Єдина Росія». У Думі Ярова очолює комітет з безпеки і протидії корупції, а також є співголовою комісії з розгляду витрат федерального бюджету, спрямованих на забезпечення національної оборони, національної безпеки та правоохоронної діяльності.
Станом на грудень 2012 року, Ірина Ярова займала в «Єдиної Росії» посади члена президії Генеральної ради партії, члени Центральної контрольно-ревізійної комісії, була координатором внутрішньопартійної патріотичної політичної платформи і державно-патріотичного клубу. Входила до редакційної ради партійного інтернет-журналу «Російський консерватор».
З 18 вересня 2016 року — депутат Державної думи РФ VII скликання. Є заступницею Голови Державної думи з 5 жовтня 2016 року.

## Соціально-політичні погляди
З моменту переходу в «Єдину Росію» підтримує політичні та соціальні ініціативи партії, президента та уряду. До успіхів відносить політику в галузі охорони здоров'я, утворення, дорожнього будівництва та боротьби з корупцією. Прихильниця ідеологем «суверенна демократія» і «російський консерватизм», які вважає найважливішою конкурентною перевагою Росії в глобальному світі". Політичні погляди Ярої характеризують як «консервативно-охоронні». На тлі оголошеного Медведєвим курсу на модернізацію, заявляла про свою прихильність «консервативної модернізації».
В грудні 2012 року, у відповідь на критику розглянутих думою Законопроєкт № 186614-6 Про заходи впливу на осіб, причетних до порушень основоположних прав і свобод людини, прав і свобод громадян РФ ініціатив у відповідь на прийняття США закону Магнітського, Ярова звинуватила правозахисницю Людмилу Алексєєву у служінні інтересам США: «Громадянка США пані Алексєєва принесла присягу на вірність Сполученим Штатам, повністю відреклася від Росії і зобов'язалася навіть зі зброєю в руках боротися на стороні США».
Виступає за патріотичне виховання дітей, зокрема через запровадження в усіх школах єдиного державного підручника історії, участь суворовців і нахимовців у парадах на Красній площі. Прихильниця посилення покарань за цілою низкою кримінальних злочинів і адміністративних правопорушень, а також введення смертної кари. Активно виступає з заявами про необхідність боротьби з корупцією. На тлі скандалів, пов'язаних з агатомільярдними розкраданнями в Міністерстві оборони і звинуваченнями у корупції колишнього міністра сільського господарства Олени Скринник, заявила про необхідність посилення відповідальності чиновників-корупціонерів. Разом з тим виступила проти ініціативи опозиційних партій про розширення кола родичів чиновників, зобов'язаних декларувати свої доходи.
Виступає за впровадження в Росії ювенальної юстиції. Ярова вважає, що інтернет «руйнує поняття кордону, поняття суверенітет».

## Законотворча діяльність
За станом на червень 2013 року, депутат Державної думи V і VI скликань Ірина Ярова є ініціатором 115 законопроєктів. Один з авторів закону «Про внесення змін у Федеральний конституційний закон Про Державний прапор Російської Федерації». Законопроєкт закріплює права громадян, громадських об'єднань, організацій використовувати російський прапор або його зображення не тільки в офіційному порядку.

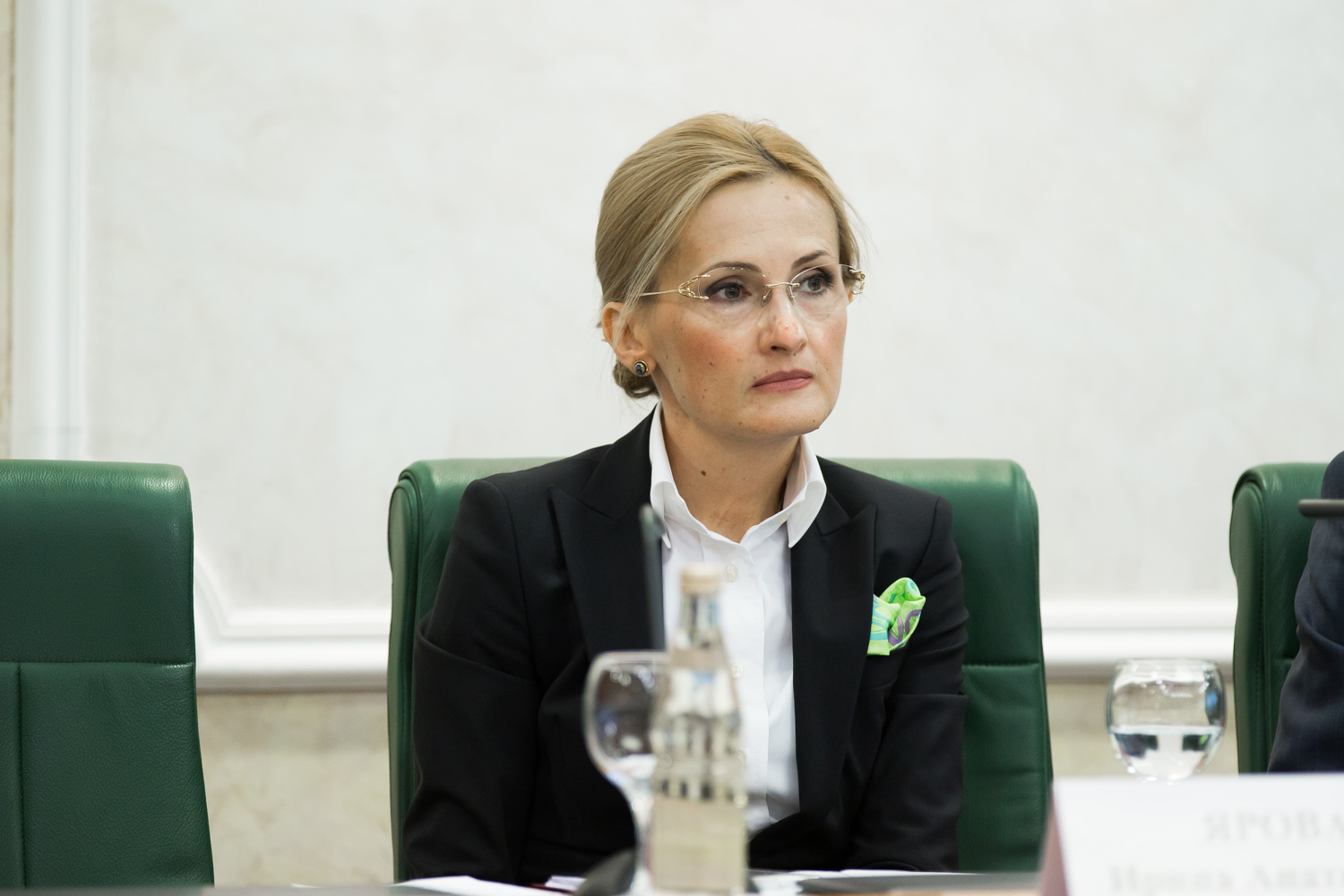
На парламентських слуханнях, 18 листопада 2013 року

Один з авторів законопроєету про захист історичної пам'яті, який встановлює відповідальність за посягання на історичну пам'ять щодо подій, які мали місце в період Другої світової війни. Закон доповнив розділ Кримінального кодексу про міжнародні злочини новою статтею, що встановлює відповідальність за заперечення або схвалення злочинів націонал-соціалізму, нацистських злочинців, визнання неправомірними дій антигітлерівської коаліції.
23 квітня 2014 року закон був прийнятий Думою, 29 квітня 2014 року схвалений Радою Федерації і 5 травня 2014 року підписано Президентом. Стала одним з авторів закону «Про основи державного регулювання торговельної діяльності в Російській Федерації». Активність Ярової при роботі над законопроєктом пов'язувалася з лобіюванням інтересів виробників, бажанням посилити вплив всередині «Єдиної Росії» і збільшити свій потенціал як публічної фігури. Пізніше разом із Віктором Звагельським стала ініціатором внесення в Кодекс про адміністративні правопорушення поправок, які вводять відповідальність за порушення закону про торгівлю у вигляді оборотних штрафів..
Разом з п'ятьма депутатами 2012 року внесла законопроєкт про повернення в російський Кримінальний кодекс відповідальності за наклеп, пізніше до них приєдналася вся фракція «Єдина Росія». Посилення покарання за наклеп було прийнято тільки голосами «Єдиної Росії». У відповідь на критику закону з боку правозахисників, журналістів, представників опозиції та міжнародних організацій Ярова заявила, що загрозу в поправках бачать тільки ті, для кого «наклеп — це спосіб життя, засіб існування, образ думок і поведінки».
У складі групи депутатів-єдиноросів є автором законопроєкту, посилює контроль над некомерційними організаціями (НКО), які отримують закордонне фінансування і займаються політичною діяльністю в Росії, який став відомим як «закон про іноземних агентів». Згідно із законом, іноземні агенти повинні зареєструватися як такі в Міністерстві юстиції і вказувати свій статус у всіх публікаціях у ЗМІ і інтернеті. Ініціатор поправок до Кодексу про адміністративні правопорушення, які передбачають великі санкції за невиконання вимог цього закону. Ярова не раз гостро реагувала на критику закону, називаючи її «ліберальним галдежом», а НКО, які пропонували змінити формулювання «іноземний агент» на іншу, назвала «троянськими кіньми», які «прагнуть не виглядати тими, хто вони є насправді».
В червні 2013 року внесла законопроєкт (список авторів налічує 40 осіб), вводить кримінальну відповідальність за «реабілітацію нацизму» і «поширення неправдивих відомостей про діяльність армій антигітлерівської коаліції в період Другої світової війни разом з обвинуваченням у вчиненні злочинів» і передбачає як покарання в тому числі позбавлення волі. Однак даний законопроєкт був підданий критиці, в тому числі з боку ОБСЄ та Ради Федерації, і в підсумку прийнятий не був. На тлі скандалу, викликаного опитуванням телеканалу «Дощ» блокаді Ленінграда, в січні 2014 року депутат зробила нову спробу внести законопроєкт: Ярова вважає, що опитування «Дощу» повинен оцінюватися як злочин з реабілітації нацизму. За інформацією ВС, за рік по статті 354.1 КК засуджені дві людини, ще двом ця стаття слугувала додатковою кваліфікацією злочину.
3 квітня 2014 року комітету з безпеки Держдуми на чолі з Ярої запропонував внести в законодавство поправки до антитерористичного пакета. Максимальний термін за організацію масових заворушень підіймався з 10 до 15 років в'язниці, готував людей до заворушень загрожує до 15 років, особам, «які проходять навчання, свідомо для того, хто навчається, проводиться в цілях організації масових заворушень або участі в них», загрожує до 10 років в'язниці та штраф до 500 000 рублів. 23 квітня закон був прийнятий голосами 432 депутатів, при цьому, за даними газети «Коммерсантъ», це сталося з кількома порушеннями: проєкту не було в порядку денному пленарного засідання, комітет підтримав законопроєкт «опитувального листа», тобто без проведення засідання. На думку Яровий, законопроєкт розглядався «відповідно до норм регламенту». За відомостями джерела «Комерсанта» з адміністрації президента, прискорене прийняття проєкту сталося з тієї причини, що «Ярова побоювалася, що в іншому випадку законопроєкт може не встигнути пройти через Раду федерації та президента до 9 травня, що повинно бути символічно» (закон був підписаний президентом 5 травня).
У жовтні 2014 року група з семи депутатів на чолі з Яровою запропонувала поправки до закону «Про освіту в РФ», за яким в країні повинні бути базові шкільні підручники з історії, літератури та російської мови, для відбору яких пропонується особливий порядок з обов'язковим відкритим конкурсом та громадською експертизою. Ініціатива зазнала критики як з боку депутатського корпусу, так і з боку вчительського товариства. 14 жовтня члени громадської ради при міністерстві освіти й науки у відкритому листі Держдумі звинуватили окремих депутатів у «відсутності критичного ставлення до минулого й сьогодення своєї країни, нездатність до діалогу, вузькості погляду і страху перед вибором» і закликали «керівництво Державної думи пояснити своїм колегам безглуздість їхнього законопроєкту і не приймати його до розгляду». У міністерстві заявили, що розробляють єдині стандарти з російської мови та літератури, аналогічні концепції викладання історії.
У 2015 році Ярова виступила з ініціативою запровадження кримінальної відповідальності за пропаганду наркотиків. Зокрема, за зображення листка конопель Ярова запропонувала залучати до кримінальної відповідальності і карати двома роками в'язниці.

### Закон Ярової

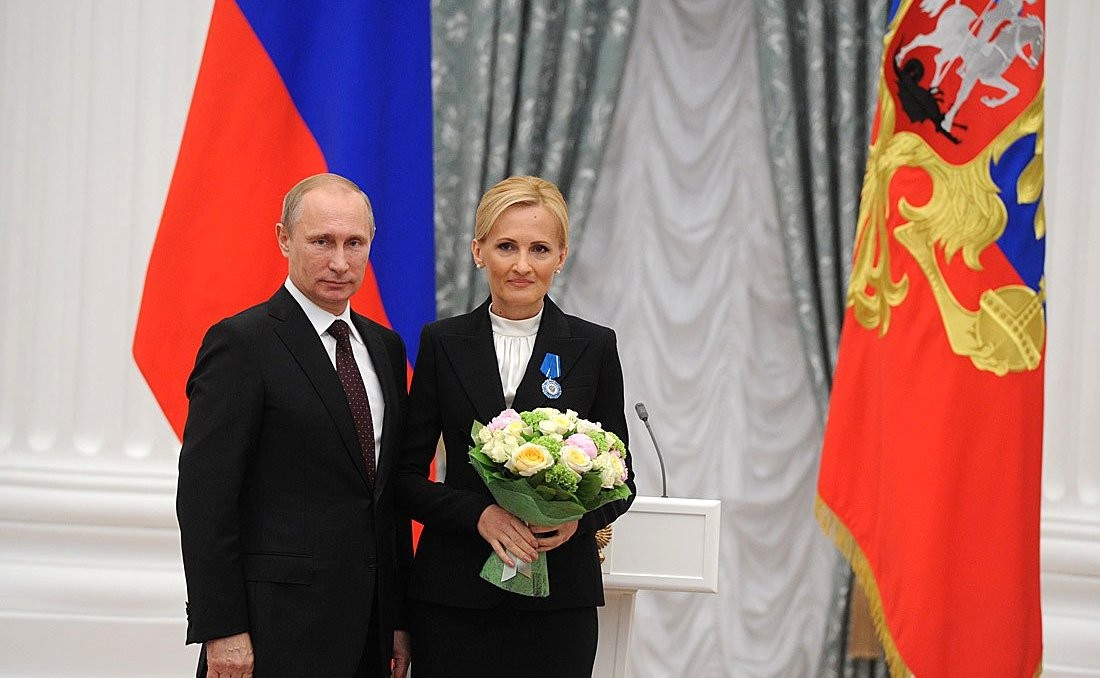
Нагородження Орденом Пошани. Кремль, Москва, 31 липня 2014 року

У квітні 2016 року разом з сенатором Віктором Озеровим внесла законопроєкти, які посилюють покарання за екстремізм, що отримали прізвисько «пакет Ярової», або «закон Ярової». Серед нововведень є підвищення терміну по ряду кримінальних статей, введення додаткових причин для заборони на виїзд і в'їзд, підвищення терміну зберігання операторами мобільного зв'язку інформації про факти приймання, передачі та вмісту голосової інформації та повідомлень (від пів року до трьох років), дозвіл слідчим отримувати інформацію з електронного листування, введення поняття «акт міжнародного тероризму» та введення кримінальної відповідальності за невиказництво. 13 травня 2016 року законопроєкт був прийнятий Держдумою в першому читанні, до цього отримавши схвалення Уряду РФ (потребувала лише доопрацювати пункт щодо операторів зв'язку) і очолюваного Яровою Комітету з безпеки.
На реалізацію вимог закону, за розрахунками деяких операторів зв'язку, потрібні такі витрати:
- Поштою Росії — 500 млрд руб. одноразових витрат на закупівлю необхідного обладнання та щорічно по 100 млрд руб. на обслуговування цього обладнання і на зарплати працівникам, зайнятим виконанням вимог цього закону[88];
- стільниковим операторам — 2,2 трлн руб., що призведе до зростання вартості послуг зв'язку для кінцевих споживачів в 2-3 рази.[88]

## Особисте життя
- Перший чоловік — Олександр Яровий, слюсар ЖЕК з Макіївки[93]. Їх донька Катерина народилася 1989 року.
- Другий чоловік — Віктор Олександрович Алексєєнко, підприємець.[11][94]. Олексієнко одночасно з Яровою був депутатом Ради народних депутатів Камчатської області[10].
- Виховує двох дітей — дочку Катерину та сина Сергія[16][5].

## Санкції
Через підтримку російської агресії та порушення територіальної цілісності України під час російсько-української війни Ярова Ірина Анатоліївна перебуває під персональними міжнародними санкціями різних країн.